# Bengt Tancred
Bengt Tancred, född 25 juli 1939, är en svensk jurist som var lagman i Sölvesborgs tingsrätt från 1993 till 2000 samt Mariestads tingsrätt från 2001 till 2006. 
Tancred var 1979 rådman i Gävle tingsrätt, utnämndes 4 mars 1982 till rådman i Malmö tingsrätt, utnämndes 10 juli 1986 till rådman i Trelleborgs tingsrätt och förordnades 14 mars 1991 till ett långtidsvikariat som lagman i Sölvesborgs tingsrätt Han utnämndes 30 november 2000 till lagman i Mariestads tingsrätt och 19 december 2002 till lagman i länsrätten i Mariestad.